# Cheshmeh Nez̧āmī
Cheshmeh Nez̧āmī (persiska: چشمه نظامی, Zargūsh-e Cheshmeh Nez̧āmī) är en ort i Iran.   Den ligger i provinsen Kermanshah, i den västra delen av landet, 500 km väster om huvudstaden Teheran. Cheshmeh Nez̧āmī ligger 1 247 meter över havet och antalet invånare är 211.
Terrängen runt Cheshmeh Nez̧āmī är huvudsakligen kuperad, men norrut är den bergig. Runt Cheshmeh Nez̧āmī är det ganska tätbefolkat, med 54 invånare per kvadratkilometer. Närmaste större samhälle är Zarneh, 7,9 km söder om Cheshmeh Nez̧āmī. Omgivningarna runt Cheshmeh Nez̧āmī är i huvudsak ett öppet busklandskap.